# Italiani di Montréal

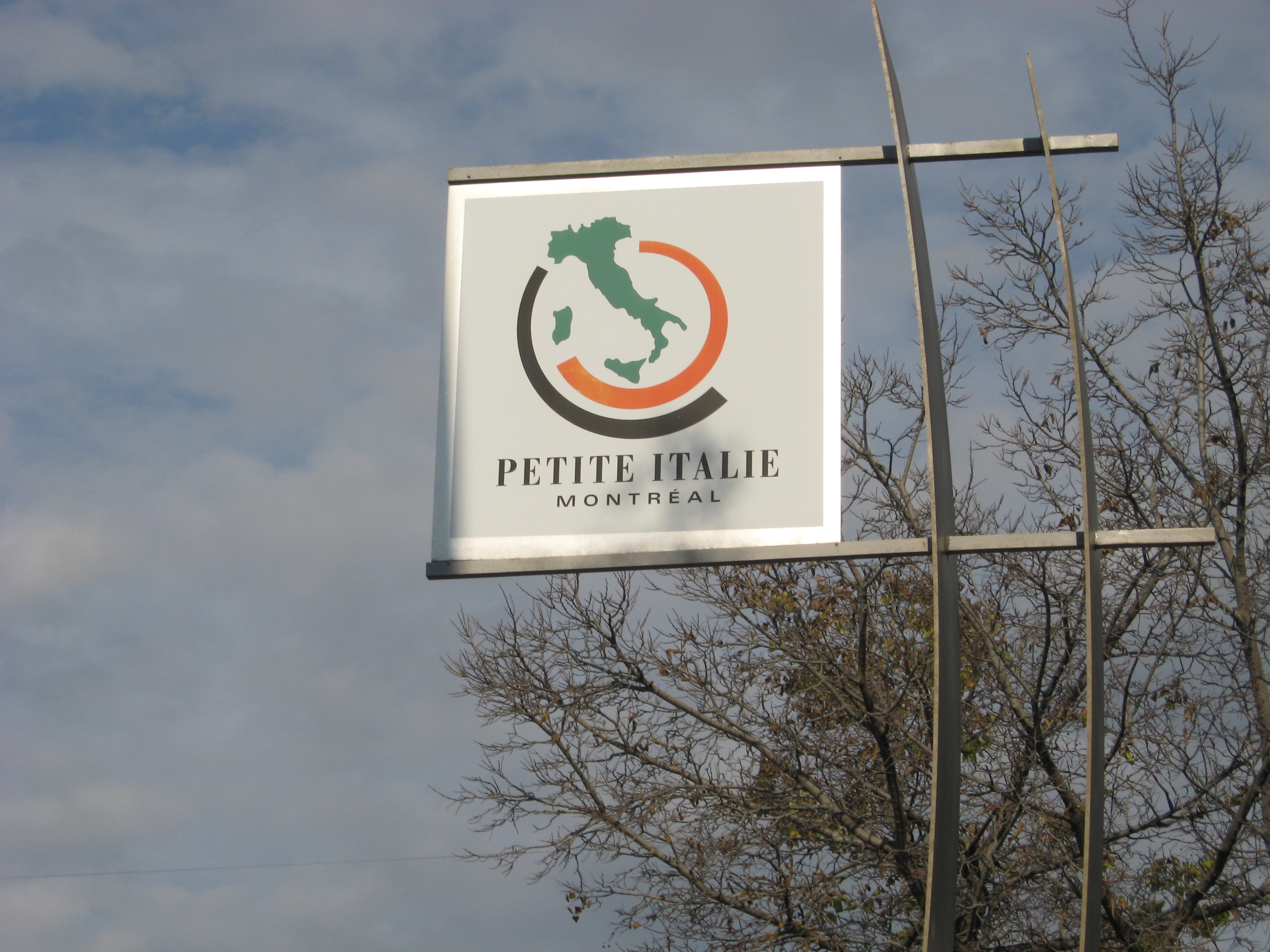
Little Italy

Gli italiani di Montréal sono una storica comunità di origine italiana residente a Montréal, che nel 2007 rappresentava il 17,6% di tutti gli italocanadesi.
La comunità italiana di Montreal, con 279.795 residenti secondo il censimento del 2016, è una delle più grandi del Canada, seconda solo a quella di Toronto. Montreal ha molti quartieri italiani, come La Petite-Italie, Saint-Léonard, Rivière-des-Prairies e LaSalle. L'italiano è la terza lingua più parlata a Montreal e nella provincia del Québec.

## Storia

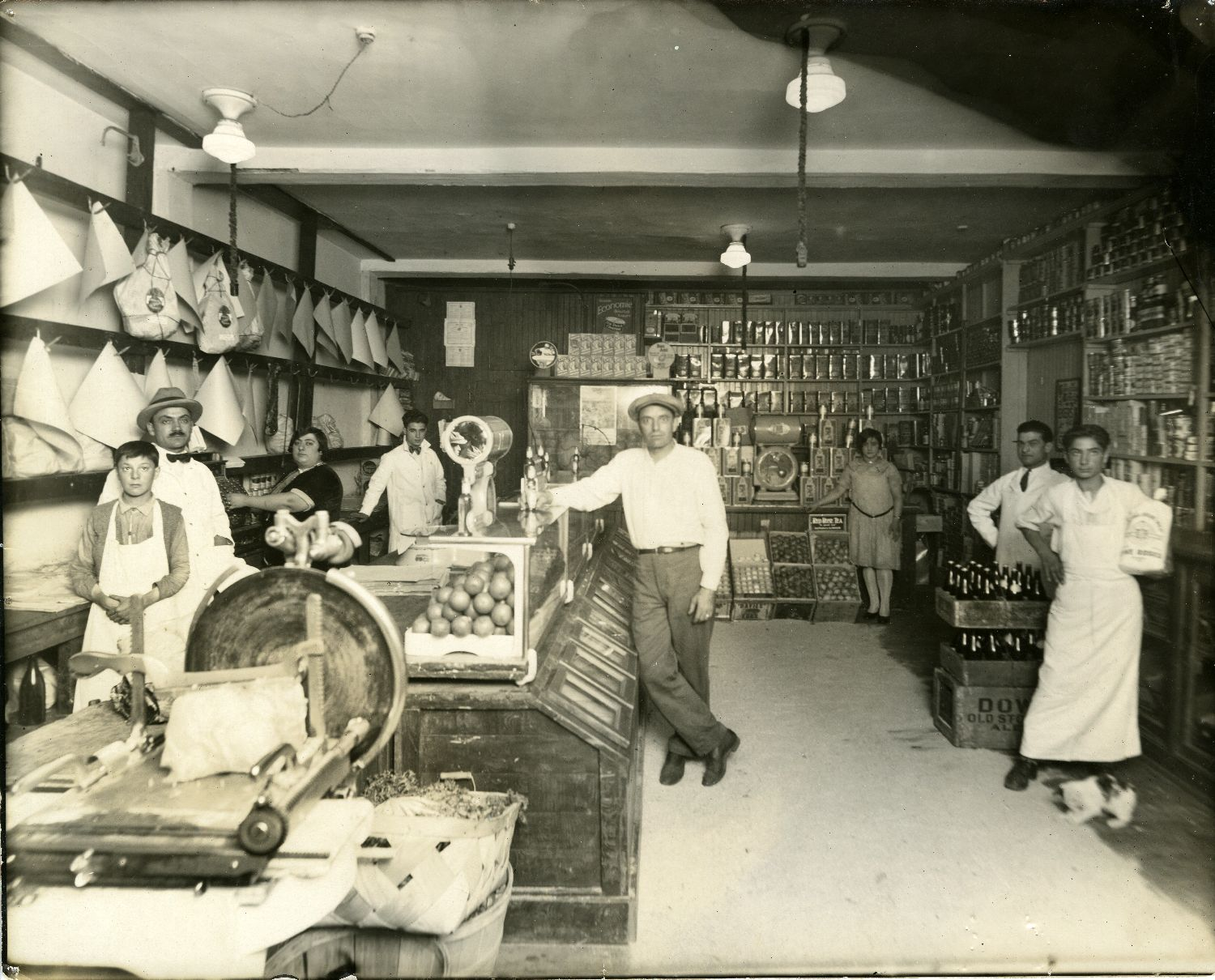
Un negozio di alimentari di proprietà di una famiglia italiana a Little Italy, anni '10

Nel 1893 c'erano circa 1.400 italiani a Montreal. In questo periodo infatti le agenzie di collocamento italiane che lavoravano con le compagnie ferroviarie e navali canadesi attirarono molti lavoratori in città. Un'ulteriore crescita della popolazione italiana si verificò durante il XX secolo. Nel 1905, una Commissione reale incaricata di indagare sull'immigrazione dei lavoratori italiani a Montréal e sulle presunte pratiche fraudolente delle agenzie di collocamento fu incaricata di indagare sulle modalità ingannevoli utilizzate dai "padroni", intermediari del lavoro che reclutavano lavoratori italiani per datori di lavoro canadesi. La commissione raccomandò all'autorità cittadina di istituire apposite licenze per questi intermediari.
L'Ordine dei Figli d'Italia in America a Montreal ha realizzato una statua di Giovanni Caboto nel 1935. L'ordine suggeriva che Caboto, e non Jacques Cartier, fosse in realtà il primo europeo ad aver raggiunto il Canada.

## Demografia
Nel 1931 c'erano più persone di origine italiana che britannica a St. Jean Ward. Durante quell'anno, in 19 dei 35 quartieri della città Montréal e in 5 borghi dell'area metropolitana, gli italiani erano il più grande gruppo etnico non francese e non britannico.

## Politica
Divisioni politiche scossero la comunità italiana dopo che Benito Mussolini divenne primo ministro. Durante la seconda guerra mondiale il governo canadese contrastò gli elementi filo-fascisti della comunità italiana di Montreal.

## Religione
La prima chiesa cattolica per gli italiani fu la parrocchia del Monte Carmelo nel 1905 fondata dal canonico Bruchési. Nel 1911 aprì una seconda parrocchia italiana.